# Café Express
Café Express è un film del 1980 diretto da Nanni Loy e interpretato da Nino Manfredi.

## Trama
Michele Abbagnano è un invalido napoletano di mezza età che per sopravvivere e mantenere il figlio quattordicenne in un collegio, si improvvisa venditore abusivo di caffè, viaggiando clandestinamente sulla tratta ferroviaria notturna da Vallo della Lucania a Napoli.
Il film narra delle vicissitudini e degli espedienti del protagonista per sbarcare il lunario, braccato dal personale ferroviario per la sua attività abusiva e il viaggiare sempre senza biglietto, e insidiato da un trio di ladruncoli che lo vorrebbero come complice coatto per consumare i loro borseggi.

## Produzione
Il soggetto nasce sull'onda del successo della miniserie televisiva Viaggio in seconda classe (1978), ideata anch'essa da Nanni Loy, una candid camera tra gli scompartimenti dei treni italiani, dove i passeggeri, anziché essere vittime di scherzi e situazioni paradossali, riportano le proprie storie ed impressioni sulla realtà contemporanea.
Pare che il soggetto per il film sia ispirato a una lunga intervista a un uomo invalido appunto venditore di caffè sui treni.
La locomotiva al traino del treno dove è ambientato il film è una E.636, tuttavia in una ripresa da lontano si intravede in testa al convoglio  una E.444.

## Incassi
Il film è stato il settimo maggiore incasso nella stagione cinematografica italiana 1979-80 con oltre 7 miliardi di lire.

## Riconoscimenti
- 1980 – Nastro d'argento
  - Nastro d'argento al migliore attore protagonista
  - Nastro d'argento al migliore soggetto